# Eugenio Fuentes
Pour les articles homonymes, voir Fuentes.
Œuvres principales
- Série Ricardo Cupido

Eugenio Fuentes, né à Montehermoso, dans la province de Cáceres, en 1958, est un romancier espagnol, auteur de roman policier.

## Biographie
En 1990, il crée le détective privé Ricardo Cupido dans un court roman (ou une longue nouvelle) intitulé Las batallas de Breda. Se déplaçant à vélo dans les rues de Breda, le personnage « exerce sa profession en bonne intelligence avec les autorités locales. » Trois ans plus tard, il reprend ce héros dans le roman El nacimiento de Cupido, qui se déroule aux îles Canaries. C'est le second titre d'une série policière où l'auteur, en plus de s'adonner à une certaine critique sociale, porte un soin tout particulier à la psychologie de ses personnages, à la description de leurs relations et au déroulement temporel de l'intrigue.
Dans Meurtres en réserve (El interior del bosque, 1999), Cupido est chargé par un avocat madrilène de retrouver l'assassin de Gloria, sa maîtresse, dont le cadavre a été retrouvé sauvagement égorgé. Dans Les Mains du pianiste (Las manos del pianista, 2003), un musicien sans talent arrondit ses fins de mois en éliminant sur commande des animaux de compagnie dont les maîtres ne savent comment s'en débarrasser. Il a recours au service de Cupido quand il comprend que l'un de ses contrats pourrait l'impliquer dans le meurtre d'un homme d'affaires. Le récit, où alternent les points de vue du pianiste et des principaux personnages, étudie avec minutie tous les rouages de la spéculation immobilière.
En marge de la littérature policière, Eugenio Fuentes a également publié des essais.

## Œuvre

### Romans

#### SérieRicardo Cupido
- Las batallas de Breda (1990)
- El nacimiento de Cupido (1993)
- Tantas mentiras (1997)
- El interior del bosque (1999) Publié en français sous le titre Meurtres en réserve, traduit par Anne-Marie Meunier, Paris, Gallimard, coll. La Noire, 2003, p. 302  (ISBN 2-07-076062-6) (BNF 38970523)
- La sangre de los ángeles (2001)
- Las manos del pianista (2003) Publié en français sous le titre Les Mains du pianiste, traduit par Marie Delporte, Louis Audibert éditions, 2004, p. 254  (ISBN 978-2847490459)
- Venas de nieve (2005)
- Cuerpo a cuerpo (2007)
- Contrarreloj (2009)
- Si mañana muero (2013)
- Mistralia (2015)

### Recueil de nouvelles

#### SérieRicardo Cupido
- Vías muertas (1997)

### Essais
- La mitad de occidente (2003)
- Tierras de fuentes (2010)
- Literatura del dolor, poética de la bondad (2013)

## Sources
- Claude Mesplède, Dictionnaire des littératures policières, vol. 1 : A - I, Nantes, Joseph K, coll. « Temps noir », 2007, 1054 p. (ISBN 978-2-910-68644-4, OCLC 315873251), p. 794-795.

- (es) Cet article est partiellement ou en totalité issu de l’article de Wikipédia en espagnol intitulé « Eugenio Fuentes » (voir la liste des auteurs).